# Renzo Rosso (écrivain)
Pour les articles homonymes, voir Renzo Rosso et Rosso.
Renzo Rosso (né à Trieste le 15 avril 1926 et mort à Tivoli le 21 octobre 2009) est un écrivain italien, auteur de romans et de nouvelles souvent primés, dramaturge et philosophe.

## Biographie
Les ouvrages de Renzo Rosso sont souvent influencés par sa passion pour la musique, comme son roman L'Écharde, narrant la rencontre d'un grand pianiste, de retour dans son Trieste natal en 1945, avec une troublante jeune élève.

## Romans
- L'adescamento, 1960 (trad. française Un été lointain, éd. Juillard, 1963)
- La dura spina, 1963 (trad. française L'Écharde, éd. Juillard, 1965 ; nouvelle traduction éd. Autrement, 2006)
- Sopra il Museo della Scienza, 1967
- Gli uomini chiari, 1974 (trad. française Les Hommes clairs, éd. Quai Voltaire, 1989)
- Il segno del toro, 1980
- Le donne divine, 1988 (finaliste du prix Campiello en 1988)
- L'adolescenza del tempo, 1991
- Il Trono della Bestia,2002
- La casa disabitata, 2003
- Il gabbiano nero, 2006